# 贝岑多夫
贝岑多夫（德語：Beetzendorf）是德国萨克森-安哈尔特州的市镇，隶属于萨尔茨韦德尔-阿尔特马克县。总面积为97.97平方千米，截至2023年12月31日总人口为3,021人。